# 서울 행당동 버스 폭발 사고
행당동 버스 폭발사고(杏堂洞-爆發事故)는 2010년 8월 9일 오후 4시 57분경에, 서울특별시 성동구 행당2동 서울 지하철 5호선 행당역 인근에서 신호대기 중이던 대원여객 소속 서울시내버스 241B번 CNG 버스의 연료 탱크가 폭발한 사고이다. 이 사고로 인하여 탑승자 17명이 부상을 입었고, 1명은 발목이 골절되는 중상을 입었다
당시 이 사고는 차량의 노후화에 따른 천연가스통 손상으로 인한 밸브 오작동으로 인해 일어난 사고로 밝혀졌다. 이후 구형 차량을 시작으로 동일 운행노선의 2002년 이전형식 차량들까지 모두 신형 차량으로 교체되어 241B번은 전 차량이 신형으로 운행하게 되었다.
이 사고로 인해 전국적으로 자일대우상용차 차량에 대한 불신이 심해져 기존의 자일대우상용차 차량을 출고하던 업체들이 현대자동차를 출고하는 경우가 많아졌다.